# Ocupación norcoreana de Corea del Sur entre junio y septiembre de 1950
La ocupación norcoreana de Corea del Sur entre junio y septiembre de 1950 constituyó la primera fase de la Guerra de Corea.
El 25 de junio de 1950, el Ejército Popular de Corea (KPA) cruzó el paralelo 38 entre Corea del Norte y Corea del Sur. El KPA avanzó a una velocidad increíble y capturó Seúl el 28 de junio de 1950. Así comenzaron los tres meses de ocupación norcoreana en Corea del Sur. Esta ocupación terminó con una contraofensiva de la ONU el 30 de septiembre tras el desembarco en Inchon. Este período de ocupación se describe comúnmente como "(Corea) bajo el gobierno republicano popular" ( 인공 치하 (en hanja, 人共治下; romanización revisada, Ingong-chiha).

## Sistema norcoreano en el Sur
El intento de «revolución» norcoreana en el Sur es similar a la que tuvo lugar en el Norte entre 1945 y 1950. Estuvo organizado y disciplinado en su mayor parte. Aunque el proceso incluyó violencia contra quienes se consideraban traidores o enemigos del pueblo, la «ocupación de tres meses de Seúl y gran parte de Corea del Sur por parte del Ejército Popular de Corea (EPC) estuvo lejos de ser un régimen de terror». : 26  Esto se reflejó en las formas en que los norcoreanos implementaron la reforma agraria, formaron las organizaciones de mujeres y jóvenes, restablecieron los comités populares y estructuraron los esfuerzos de adoctrinamiento a través de la propaganda.

### Deshacerse de los «enemigos del pueblo»
Una vez que los norcoreanos entraron en Seúl, iniciaron matanzas masivas de anticomunistas reales o presuntos, y las figuras políticas más importantes fueron llevadas a prisión. Los objetivos específicos eran «ex colaboradores japoneses, miembros de alto rango del régimen de Rhee, la Policía Nacional y miembros de grupos juveniles de derecha». : 26  En ocasiones, las ejecuciones eran llevadas a cabo por «tribunales populares» organizados apresuradamente; en otros casos, quienes eran considerados resistentes al régimen norcoreano eran fusilados en el acto. Alrededor de 3.000 ciudadanos murieron a causa de estas redadas organizadas. Aparte de estas ejecuciones, el EPC y sus asociados «tuvieron cuidado, al menos durante la ocupación inicial, de evitar una administración de justicia arbitraria y brutal». : 28 

### Los comités populares
Los norcoreanos restablecieron los comités populares. Al finalizar la Segunda Guerra Mundial y tras la liberación de Corea del Japón, los coreanos formaron órganos de gobierno locales, llamados «comités populares», para mantener el orden en muchas localidades diferentes. Cuando los estadounidenses entraron al Sur el 8 de septiembre de 1945, inmediatamente intentaron disolver los comités populares. La restauración de los comités populares fue declarada en el primer discurso radial de Kim Il Sung después del estallido de la Guerra de Corea. : 269 El resurgimiento de los comités populares durante la ocupación norcoreana fue visto como un símbolo de la independencia de los estadounidenses.
En Seúl, se organizó rápidamente el Comité Popular de Seúl, dirigido en su mayoría por sureños. El comité pretendía confiscar todas las propiedades japonesas, así como las del gobierno de la República de Corea, los funcionarios del gobierno de Seúl y los «capitalistas monopolistas». : 269 Aunque muchas figuras políticas fueron asesinadas o encarceladas, algunas evitaron este destino uniéndose al comité popular de Seúl, como O Man-sop, Cho So-ang y Kim Kyu-sik. Yi Sung-yop, un sureño, recibió el puesto de presidente del Comité Popular de Seúl por parte del EPC (Ejército Popular de Corea). : 25 

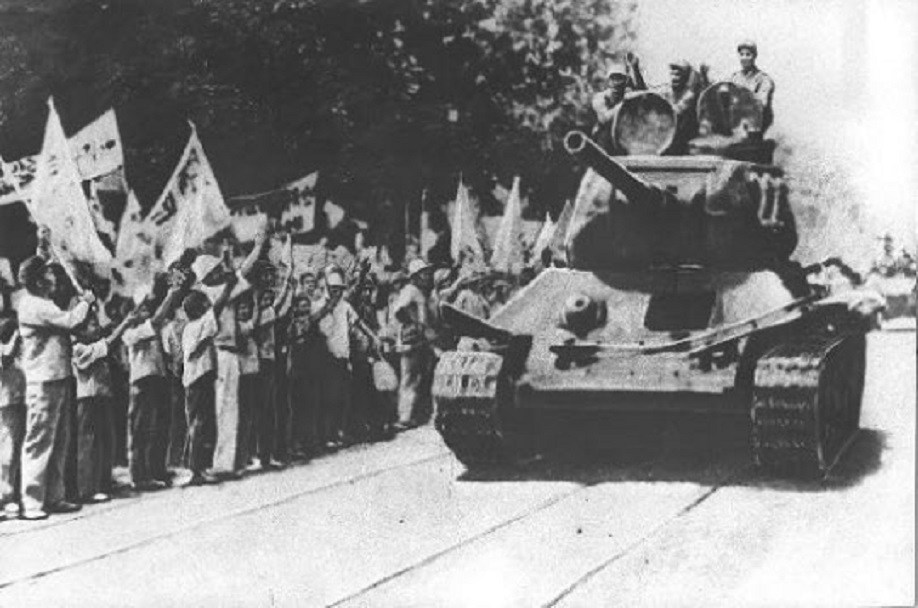
Una unidad de tanques del Ejército Popular de Corea entra en las calles de Seúl mientras es recibida por el pueblo coreano, 1950.

### Reforma agraria

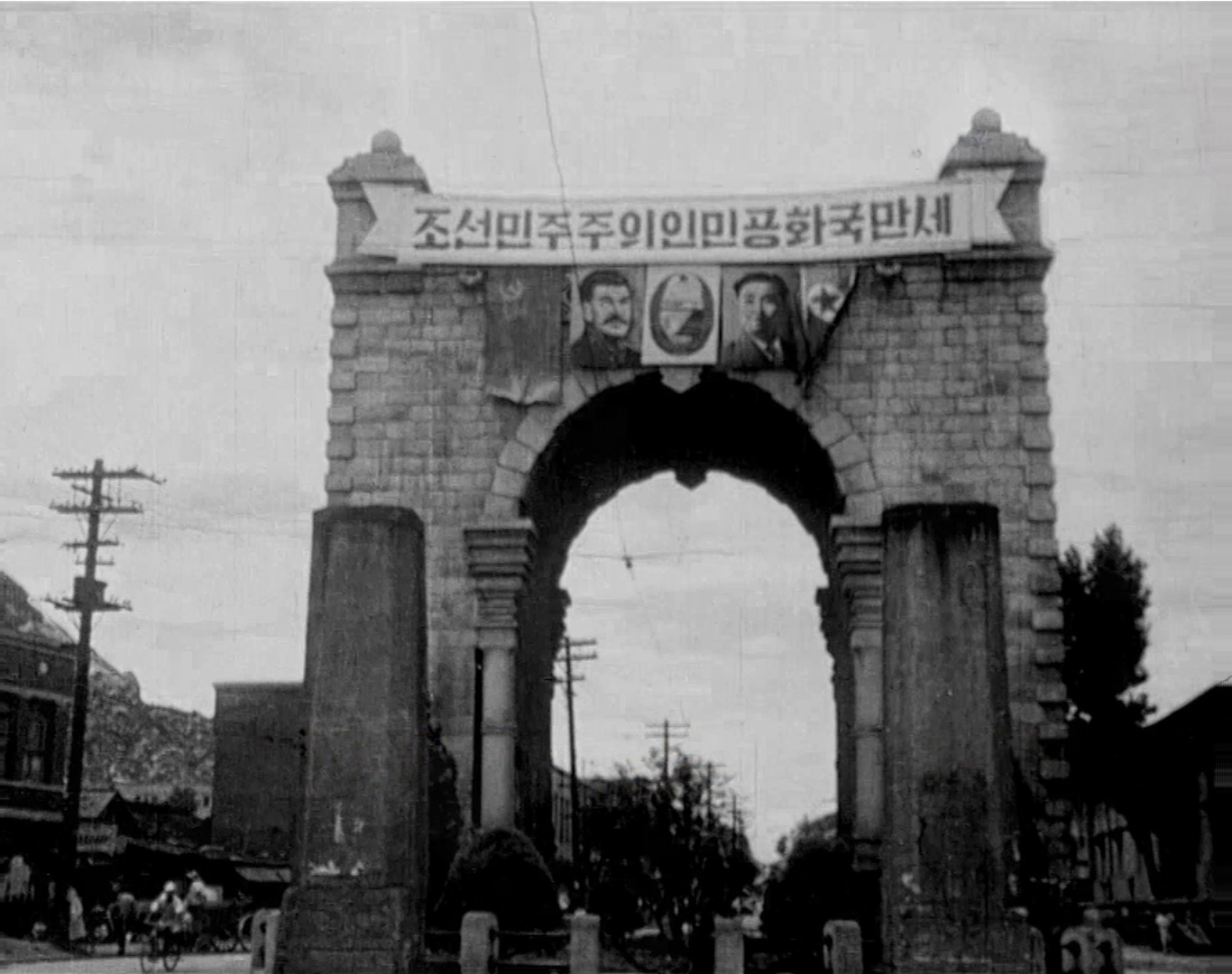
Puerta de la Independencia decorada con el emblema de Corea del Norte, los retratos de Joseph Stalin y Kim Il Sung, y las banderas de la Unión Soviética y Corea del Norte. El lema dice "Viva la República Popular Democrática de Corea". 1950

El sistema de reforma agraria de Corea del Norte comenzó a principios de julio. Es posible que estas medidas de reforma agraria hayan impulsado aún más la implementación de la reforma agraria en Corea del Sur después de la Guerra de Corea.
Se les quitaron tierras a los terratenientes prominentes y se las redistribuyeron entre arrendatarios y agricultores sin tierras. Las familias recibían tierras según la cantidad de puntos de trabajo que cada una obtenía, y la «tierra recién redistribuida se gravaba a una tasa de aproximadamente el 25 por ciento de la cosecha anual». : 27 Los terratenientes del sur podían conservar más tierras que los del norte: se les permitía 20 chongbo ( Korean   . Hanja:町步) (alrededor de 50 acres); en el norte, no se permitía nada más de 5 chongbo.  : 27 
A los comités populares se les dio la autoridad para ejecutar la redistribución de tierras, bajo la supervisión de los cuadros del partido norcoreano. La redistribución de tierras finalmente se llevó a cabo en todas las provincias fuera del perímetro de Pusan.  : 270 
Los norcoreanos afirmaron que «para finales de agosto de 1950, la reforma agraria se había completado en las provincias de Gyeonggi, Chungcheong del Norte y del Sur, Jeolla del Norte y la mayor parte de Jeolla del Sur». También se estima que, para cuando el ejército norcoreano abandonó Corea del Sur, 573.000 jeongbo, o el 95%, de las tierras destinadas a la redistribución (previstas en el proyecto de ley de tierras del gobierno) se habían redistribuido por completo. : 1340 

### Mujeres y jóvenes
Las mujeres y los jóvenes desempeñaron un papel importante política y socialmente durante la ocupación. Los partidarios sureños de la ocupación del Norte eran en su mayoría de la clase trabajadora, estudiantes universitarios y de secundaria, y mujeres.: 27  Se prometieron derechos iguales a las mujeres, y ésta fue una de las pocas políticas que tuvieron una impresión positiva en los sureños. Muchas mujeres se involucraron en la Alianza de Mujeres, que se organizó en todos los distritos.
También se hizo hincapié en los jóvenes, ya que se consideraba que eran más dóciles a la hora de apoyar el comunismo. Los jóvenes estaban obligados a asistir a reuniones políticas, mientras que los ancianos no estaban obligados a hacerlo. Además, la escuela se utilizó como una fuente importante de esfuerzos propagandísticos hacia la juventud, y los jóvenes comunistas (la Alianza Juvenil) se organizaron meticulosa y extensamente a través de las escuelas. : 762 Por ejemplo, los miembros de la Alianza Juvenil fueron asignados a varias secciones. Había una sección de educación, una sección cultural, una sección de registro y una sección de contabilidad, con el foco puesto en la organización y el adoctrinamiento. : 763 Al igual que la Alianza de Mujeres, la Alianza Juvenil tenía sedes distritales, nacionales y urbanas. Según el historiador Charles Armstrong, una encuesta de la Fuerza Aérea de Estados Unidos encontró que aproximadamente «dos tercios de los estudiantes apoyaban activamente al Ejército Popular de Corea». : 26 

### Propaganda
La propaganda se difundió mediante el uso de documentos impresos y reuniones de reeducación. Algunos de los principales objetivos eran «promover la agresión hacia Estados Unidos», poner a los surcoreanos en contra de su gobierno y mostrar a los ciudadanos los beneficios de vivir bajo el sistema norcoreano.  : 757 
Las radios fueron confiscadas debido a la preocupación de que la gente escuchara noticias internacionales sobre la guerra, y luego fueron reemplazadas por radios nacionales «selladas a la longitud de onda de Pyongyang».: 759  Estas radios se utilizaban para repetir el contenido de los periódicos y la música que se reproducía eran canciones del Partido, odas a Stalin o música clásica compuesta por compositores soviéticos. Sin embargo, algunas personas a menudo escondían radios de onda corta en los techos o pisos para escuchar las transmisiones de la ONU, incluso con el conocimiento de que podrían ser asesinadas o encarceladas por hacerlo.: 765 
Se utilizaron carteles, libros, manifestaciones multitudinarias, panfletos, representaciones teatrales e incluso cómics con fines propagandísticos. Muchos escritores sureños destacados, como No Chonmyong, una poeta, se unieron a la Liga de Escritores comunistas y participaron activamente en actividades propagandísticas, como escribir poemas o libros para el gobierno del Norte. : 213 
Los desfiles y festivales parecen haber sido el uso favorito de la propaganda de Corea del Norte. Incluso el 15 de septiembre de 1950, el día del desembarco de Incheon, los norteños planearon un festival, programado para realizarse en Seúl, e irónicamente celebraron «la victoria comunista y la reunificación del país». : 764 En este evento debían participar compositores e intérpretes destacados, pero terminaron huyendo.
Las reuniones comunitarias o reuniones organizativas también se utilizaban para el adoctrinamiento y la reeducación de la población de Corea del Sur. Entre ellas se encontraban reuniones de lectura, en las que la gente leía colectivamente el periódico o un texto comunista, y reuniones de autocrítica, que consistían en confesiones públicas de acciones o prácticas contra el régimen comunista, seguidas por la votación de la audiencia sobre si aceptaba o no su confesión.: 764  También se alentaba a la gente a acusar a otros a su alrededor que tenían sentimientos antagónicos hacia el régimen de ocupación o que no seguían las leyes establecidas.

## Secuelas
Después del desembarco de Incheon el 15 de septiembre, la forma de administración, algo organizada y disciplinada, se vino abajo. «Se produjeron matanzas generalizadas y destrucción de propiedad»: 28  Mientras el Ejército Popular de Corea se retiraba ante las fuerzas que avanzaban. Los comunistas trasladaron a unos 20.000 de sus prisioneros de guerra en una «marcha de la muerte» hacia el norte y mataron a muchos otros prisioneros políticos y militares surcoreanos.  Sin embargo, después de la reocupación de Seúl por las Naciones Unidas y las fuerzas surcoreanas, muchos de los que se habían unido a los Comités o apoyado al régimen del Norte serían nuevamente purgados, esta vez por los surcoreanos.